# Abel Posse
Abel Ernesto Parentini Posse, más conocido como Abel Posse (Córdoba, Argentina, 7 de enero de 1934-Buenos Aires, 14 de abril de 2023) fue un novelista, ensayista y diplomático argentino, académico de número de la Academia Argentina de Letras y miembro correspondiente de la Real Academia Española.
Posse fue autor de catorce novelas, cinco ensayos, una extensa obra periodística y algunos cuentos y poemas. Su obra narrativa fue veces galardonada en múltiples ocasiones. Tras la alentadora acogida de sus obras tempranas ―Los bogavantes (1970) recibió la Faja de Honor de la SADE y La boca del tigre (1971), el tercer Premio Nacional de Literatura Argentina en 1971―, alcanzó con su «Trilogía del Descubrimiento» su notoriedad internacional y fue consagrado como uno de los maestros de la llamada «nueva novela histórica de América Latina»: Daimón (1978) fue finalista del Premio Rómulo Gallegos en 1982, premio que se llevó Los perros del paraíso (1983) en 1987. El último volumen de la trilogía, El largo atardecer del caminante (1992), recibió el Premio Internacional Extremadura-América 92 de la Comisión Española del V Centenario. El viajero de Agartha (1989), ganó el Premio Diana-Novedades y, en 2002, El inquietante día de la vida (2001) recibió el Premio Literario Academia Argentina de Letras. Su obra ha sido traducida a 16 idiomas. 
Abel Parentini Posse desempeñó funciones diplomáticas de forma ininterrumpida de 1966 a 2004. Después de estudiar derecho en Buenos Aires y ciencias políticas en París en La Sorbona, Posse volvió a Buenos Aires donde ejerció la abogacía durante algunos años. Entró por concurso en el servicio diplomático exterior en 1965. Residió en las embajadas de Moscú (1966-1969) y Lima (1969-1971), fue cónsul general en Venecia (1973-1979) y luego, director del Centro Cultural argentino de París (1981-1985), antes de ser destinado a la embajada de Tel-Aviv (1985-1988). El presidente Carlos Saúl Menem le confirió el título de embajador en 1990, función que desempeñó en Checoslovaquia (1990-1992), República Checa (1992-1996), Perú (1998-2000), Dinamarca (2000-2002), en la UNESCO (2002), y España (2002-2004). Obtuvo el Premio Konex - Diploma al Mérito en 1994. Posse fue miembro de la Academia Argentina de Letras desde noviembre de 2012.
Abel Posse ofició de colaborador habitual del diario La Nación así como de otros periódicos argentinos (Perfil, La Gaceta de Tucumán) y españoles (ABC, El Mundo y El País), y ha sido director de la Revista Argentina de Estudios Estratégicos. Su obra periodística representa unos 450 artículos, muchos de ellos recopilados en sus ensayos sociopolíticos Argentina, el gran viraje (2000), [cita requerida]El eclipse argentino. De la enfermedad colectiva al renacimiento (2003) y La santa locura de los argentinos (2006), o en su ensayo literario En letra grande (2005). Posse celebra en estos textos el glorioso pasado de la Nación argentina y su deseo de que, en el siglo XXI, vuelva a asumir un destino de gran Nación en el escenario continental e internacional, y que cobre un mayor protagonismo en el Mercosur y en los proyectos de integración regional. Peronista, Posse ha colaborado con Eduardo Duhalde en la consolidación de Mercosur.

## Infancia
Abel Parentini Posse nació el 7 de enero de 1934 en Córdoba (Argentina), ciudad donde solo pasó los dos primeros años de su vida.
Su madre era de una familia criolla de vieja cepa de la oligarquía azucarera de Tucumán. Entre los miembros de esta familia, muy influyente en la provincia en el siglo XIX, está Julio Argentino Roca.
Posse ficcionalizó el Tucumán decimonónico en El inquietante día de la vida (2001), novela protagonizada por un avatar de Felipe Segundo Posse, su bisabuelo materno, y Julio Víctor Posse, pariente suyo y gran animador cultural del Tucumán de los años 1940. El padre del escritor, Ernesto Parentini, porteño de origen italiano, es uno de los fundadores de Artistas Argentinos Asociados y fue productor de películas como La guerra gaucha (1942), adaptación de la famosa obra de Leopoldo Lugones.
La familia se mudó definitivamente a Buenos Aires en 1936, cerca de la calle Rivadavia. La «reina del Plata» fascinó enseguida al joven, recuerdos de juventud evocados en Los demonios ocultos (1987). Por la profesión de su padre, Posse creció en la cercanía de famosos del mundo de la cultura, como Chas de Cruz, Pierina Dealessi, Ulises Petit de Murat, Muñoz Azpiri (el libretista de las obras de radioteatro leídas por Eva Duarte) o compositores de tangos como Aníbal Troilo u Homero Manzi. Una tía de Posse, Esmeralda Leiva de Heredia, apodada «la Jardín», era actriz y amiga de Evita. En este contexto Posse se forjó un conocimiento casi enciclopédico del repertorio tanguero, patente en particular en su novela La reina del Plata (1988).  imaginario del joven se amplió con la lectura de los libros de la biblioteca paterna y, a los ocho años, ya empezaba a escribir e ilustrar pequeños libros que vendía a su abuela, que vivía en aquella época en el piso familiar.
Posse hizo sus estudios primarios en el Colegio La Salle y el bachillerato en el prestigioso Colegio Nacional de Buenos Aires, entre 1946 y 1952. En estos años fundamentales de su formación intelectual, Posse trabó amistad con varias personas que le ayudarían a entrar en el mundo porteño de las letras, como Rogelio Bazán, futuro traductor de Trakl, al que Posse dedicaría más tarde un poema elegíaco. Entre sus profesores, el filósofo orientalista Vicente Fatone, que despertó su interés por las ciencias esotéricas también patente en varias de sus novelas, en particular Los demonios ocultos y El viajero de Agartha. En 1947, a los trece años, Posse inició su primer proyecto literario (inconcluso), una novela histórica ambientada en la Roma imperial.

## La fiesta de la «reina del Plata»
Posse luego estudió Derecho en la Facultad de Buenos Aires, hasta 1958. vivió en Buenos Aires centro de la edición en lengua española y el refugio de numerosos escritores españoles exiliados por la guerra civil. Según cuenta Abel Posse, sus charlas nocturnas en los cafés porteños le permitieron profundizar en el conocimiento de las literaturas rusa y francesa, de la filosofía alemana, o de la espiritualidad oriental. Así pudo conocer a Jorge Luis Borges, Eduardo Mallea, Ezequiel Martínez Estrada, Ricardo Molinari, Manuel Mujica Lainez, Ramón Gómez de la Serna o Rafael Alberti. Se hizo muy amigo de los poetas Conrado Nalé Roxlo y Carlos Mastronardi, gran amigo de Borges, que le abrirían las puertas de la SADE y que le ayudarían a publicar sus primeros cuentos y poemas en El Mundo. Durante estos años, Posse se fue abriendo a las ideas peronistas. Aunque había nacido en una familia antiperonista, ya le habían impresionado las manifestaciones del 17 de octubre de 1945 y, luego, la fuerza que Evita le fue insuflando al movimiento, así como el fervor popular que suscitó su funeral en 1952. Estos años de estudios universitarios y sobre todo de vida nocturna en Buenos Aires son presentados por Posse como una verdadera «edad de oro» recreada en ciertas evocaciones de La reina del Plata (1988) o La pasión según Eva (1994).
Tras efectuar su servicio militar en 1955, en plena Revolución Libertadora, Posse terminó sus estudios de Derecho en 1958. El mismo año, escribió un guion, «La cumparsa», galardonado por el Instituto Nacional de Cinematografía,[cita requerida] un texto que pone en escena en la Patagonia a una cumparsa, un grupo abigarrado de personas que participan en la esquila del ganado, formando una verdadera corte de los milagros.

## El viaje a Europa
Tras recibirse, Posse decidió viajar a Europa. Gracias a un patrocinio universitario, se fue a cursar estudios de doctorado en ciencias políticas en La Sorbona, en París. Algunos meses antes de viajar, publicó su primer poema, «Invocación al fantasma de mi infancia muerta» en el suplemento literario de El Mundo.
Al llegar a Europa, cruzó los Alpes en motocicleta para visitar a su hermana en Italia. En este período profundizó su conocimiento de la poesía de Hölderlin, Rilke y Trakl. Durante su estadía en París, escuchó a Sartre, tuvo como profesores a los grandes politólogos de la época (Duverger, Hauriou, Rivarol...), y conoció a Pablo Neruda. Allí se enamoró de una estudiante alemana, Wiebke Sabine Langenheim, su futura mujer, que desempeñaría un papel importante en su formación literaria, guiándole en la lectura de la literatura y filosofía alemanas, omnipresentes en su obra.
En 1961, vivió dos semestres en Alemania, en Tubinga, patria de Hölderlin. El mismo año, su poema «En la tumba de Georg Trakl» -el primer texto firmado con el nombre de Abel Posse-, recibió en Buenos Aires el premio René Bastianini de poesía de la SADE. Durante esta estadía, leyó en particular a Hölderlin, Nietzsche y Heidegger. También allí fue donde empezó a escribir su primera novela, Los bogavantes, que terminaría más tarde, en 1967.

## De Buenos Aires a la diplomacia
Posse volvió a Buenos Aires en 1962. impartió clases como ayudante de la cátedra de derecho político de Carlos Fayt de la Universidad de Buenos Aires. Sabine viajó a Argentina, y se casaron.
En 1965, ingresó por concurso en el Servicio Diplomático. En adelante, hasta 2004, su vida transcurrió fuera de Argentina, por lo cual casi toda su obra fue escrita en el extranjero, aunque el escritor siempre reivindicó su argentinidad y este alejamiento como factor de lucidez, a través de la famosa frase de Ricardo Güiraldes, «la distancia revela».

## Moscú (1966-1969)
En Moscú nació el primer y único hijo de Posse, Iván, en enero de 1967. También terminó allí la redacción de su primera novela, Los bogavantes, ambientada en París y Sevilla, y que pone en escena a un trío de estudiantes que encarnan los debates ideológicos del principio de los años 1960. Esta novela psicológica de corte realista cumplió un papel esencial en la futura trayectoria literaria del autor. Bajo el seudónimo de Arnaut Daniel, Posse la presentó al Premio Planeta 1968. Figuró entre los cuatro finalistas y, a pesar de ser declarada virtual ganadora por José Manuel de Lara y Baltasar Porcel, el jurado revisó su fallo bajo la presión franquista, por algunas escenas consideradas escabrosas y sobre todo por algunas críticas irónicas sobre militares franquistas. Tras ser publicada en 1970 por el sello Brújula en Argentina, y recibir la Faja de Honor de la SADE, esta novela volvió más tarde a sufrir la censura franquista en 1975: sus 5000 ejemplares fueron amputados de las dos páginas que se referían a los militares.

## Lima (1969-1971)
Abel Posse fue destinado a Perú en 1969 y nombrado secretario cultural de la embajada de Lima. Perú representó para él el descubrimiento de la cultura incaica, la «revelación americana» que lo hizo identificarse con sus raíces criollas del norte de Argentina.
La visita de Machu Picchu le inspiró un largo poema de 240 versos, Celebración de Machu Pichu, que escribió en Cuzco en 1970 y publicó en Venecia en 1977. También en 1970 escribió su obra poética más ambiciosa, Celebración del desamparo, que figuró entre los finalistas del Premio Maldoror de poesía pero que Posse prefirió no publicar. En esos años, leyó a Arguedas y a los grandes estilistas cubanos Alejo Carpentier, Severo Sarduy y Lezama Lima. También investigó sobre el héroe nacional argentino, José de San Martín, e integró en 1971 el Instituto Sanmartiniano de Lima. También en Perú escribió su segunda novela, La boca del tigre (1971) inspirada en su experiencia personal en la Unión Soviética. Esta ficción, influenciada por el realismo sabatiano, le sirvió de marco al autor para expresar su desconfianza respecto de las grandes ideologías, para criticar el ejercicio del poder en el mundo contemporáneo y reflexionar sobre el lugar del individuo en el devenir histórico, anticipando al respecto los planteamientos desarrollados en Daimón. En esta novela, que recibió en 1971 el tercer Premio Nacional de Literatura en Argentina, asoman también las primeras reflexiones posseanas sobre la noción de americanidad.
Cabe señalar al respecto el papel clave que tuvieron en la novelística de Posse su encuentro con el antropólogo argentino Rodolfo Kusch y la lectura de sus ensayos La seducción de la barbarie (1953) y América profunda (1962).

## Venecia (1973-1979)
Posse fue nombrado cónsul de Venecia en 1973, ciudad donde vivió durante seis años. Fue allí donde escribió, entre octubre de 1973 y agosto de 1977, Daimón (1978), la novela que abrió su «Trilogía del descubrimiento». Esta obra tiene como protagonista al avatar ficcional del conquistador Lope de Aguirre. Daimón figuró entre los finalistas del prestigioso Premio Rómulo Gallegos de 1982.
Durante su estadía en Venecia, Posse reflexionó sobre ciertos textos heideggerianos relacionándolos con el concepto kuschiano de “lo abierto”. En 1979, visitó al filósofo para entrevistarlo y, el mismo año, publicó en Argentina una traducción al español de Der feldweg, que realizó con su esposa Sabine.
Tras un viaje a Buenos Aires, de abril a junio de 1975, Posse escribió una novela negra, Momento de morir.

## París (1981-1985)
En 1981, Posse fue nombrado director del Centro Cultural Argentino de París. Fue allí donde escribió Los perros del paraíso (1983), segundo tomo de la «Trilogía del Descubrimiento», protagonizada por Cristóbal Colón, y con la cual se llevó el Premio Rómulo Gallegos en 1987.
Entre 1982 y 1985, Posse editó una colección de antologías bilingües, selección de 15 poetas argentinos (Leopoldo Lugones, Enrique Molina, Héctor Antonio Murena, Juan L. Ortiz, Ricardo Molinari, Conrado Nalé Roxlo, Baldomero Fernández Moreno, Alejandra Pizarnik, Oliverio Girondo, Manuel J. Castilla, Alberto Girri, Raúl G. Aguirre, Juan Rodolfo Wilcock, Ezequiel Martínez Estrada y Leopoldo Marechal), bautizada Nadir. Este proyecto se llevó a cabo con la colaboración de universitarios y traductores, franceses y argentinos; los volúmenes fueron distribuidos gratuitamente en la bibliotecas y centros universitarios franceses, con la intención de despertar o mejorar el interés de la crítica internacional por estas obras.
En enero de 1983, a los 15 años, Iván, el hijo único de Posse se suicidó en su piso familiar, en París, una tragedia que el autor evocó mucho más tarde en Cuando muere el hijo (2009), relato autobiográfico presentado como una «crónica real».
Al salir a la venta Los perros del paraíso, Posse anunció la próxima publicación del tercer volumen de la Trilogía, titulado Sobre las misiones jesuíticas, y ambientado en las misiones jesuíticas de Paraguay. Esta novela, aunque se volvió a anunciar a partir de 1986, pero con el título de Los heraldos negros, no ha sido publicada hasta ahora.

## Israel (1985-1988)
Tras la muerte de su hijo, Posse ya no soportaba vivir en París y fue nombrado ministro plenipotenciario de la embajada de Tel-Aviv. Allí, volvió a la escritura, y escribió tres novelas, muy distintas a las anteriores. Publicó dos novelas sobre el nazismo, Los demonios ocultos (1987) y El viajero de Agartha (1989). Los demonios ocultos es un proyecto novelístico que Posse había empezado mucho antes, en 1971, tras conocer a viejos nazis en Buenos Aires, durante sus estudios. El viajero de Agartha (1989 ganó el Premio Diana-Novedades en México.
La reina del Plata es de 1988.

## Praga (1990-1996)
En 1990, Posse fue ascendido a embajador por el presidente Carlos Menem, que lo destinó a Praga, donde se quedó seis años. Esta estadía checa fue bastante fecunda para la obra posseana: tras publicar su ensayo literario Biblioteca esencial en 1991 (en el que propone una selección de las 101 obras más importantes de la literatura universal y su propia concepción del canon literario rioplatense), Posse escribió El largo atardecer del caminante, novela que cierra la "Trilogía del Descubrimiento", y que recibió el Premio Internacional Extremadura-América V Centenario. En La pasión según Eva de 1994 Posse recaba testimonios de personas que conocieron a Eva Perón.

## Lima (1998-2000)
Nombrado en Lima, Posse escribió allí otra novela biográfica, Los cuadernos de Praga (1998), que también tiene como protagonista a un ilustre argentino del siglo XX, el Che Guevara.
Con su vuelta a América Latina, Posse acrecentó su presencia en las columnas de El Excelsior (México), El Nacional (Caracas), ABC y El Mundo (Madrid), Línea y La Nación.
En sus artículos periodísticos de la época insistió en el papel que podía cumplir Argentina en la consolidación de Mercosur y resaltó los recursos del país de cara al tercer milenio, apelando al patriotismo de sus conciudadanos e incitándolos a imitar los ejemplos de Roca, Yrigoyen o Perón. Unos temas abordados por su primer ensayo político, Argentina, el gran viraje (2000), recopilación de artículos publicados en esa época.
La vuelta a Perú renovó su interés por el héroe nacional argentino José de San Martín y le inspiró el relato «Paz en guerra» (2000).

## Copenhague (2001-2002)
En 2001, Posse publicó El inquietante día de la vida, novela galardonada con el Premio de la Academia a la mejor novela para 1998-2001.

## Madrid (2002-2004)
Tras un breve paso por la UNESCO en París, Posse fue nombrado por el presidente Eduardo Duhalde embajador argentino en España. Publicó en 2003 un nuevo ensayo político, El eclipse argentino. De la enfermedad colectiva al renacimiento, obra en la cual trata de echar las bases de un proyecto nacional.[cita requerida] Al asumir el poder el presidente Néstor Kirchner, ciertos medios anunciaron a Posse como candidato a canciller, dada su experiencia diplomática, su edad y el puesto clave que ocupaba en España.[cita requerida] El periodista Miguel Bonasso publicó una columna y participó en un programa televisivo, en los cuales le pedía al presidente descartar la candidatura de Posse, al que acusaba de benevolencia y apología de la última dictadura cívico-militar argentina (1976–1983), por no haber abandonado sus funciones diplomáticas durante la misma, y por su colaboración con el régimen de Fujimori. El presidente nombró canciller a Rafael Bielsa, y Posse siguió en la embajada de Madrid hasta agosto de 2004, fecha en que se jubiló y volvió definitivamente a la Argentina.

## Buenos Aires (desde 2004)
En 2007 fue candidato a senador por la Ciudad de Buenos Aires en una de las boletas de Roberto Lavagna.
Publicó en 2005 sus ensayos literario En letra grande y La santa locura de los argentinos (2006), que fue un best-seller.[cita requerida]
En octubre de 2006 declaró “Se busca mantener ilegítimamente encarcelados a los militares que lograron el cometido de aniquilar la guerrilla.”.
En octubre de 2009 publicó Cuando muere el hijo, novela testimonial.
A finales de 2009, Posse aceptó el puesto de Ministro de Educación de la Ciudad de Buenos Aires que le proponía Mauricio Macri, en reemplazo del saliente Mariano Narodowski pero renunció a este puesto a los 11 días de asumirlo por lo controvertido que resultó y las oposiciones que desató. Tal como publicó el diario Página/12 en ese momento: Los gremios docentes le exigieron a Mauricio Macri que Abel Posse no asuma y marcharon para protestar por su elección. Antes de asumir como ministro de Educación porteño abogó por encarcelar a los “jóvenes asesinos”, despreció “la prevención educativa” de los delincuentes, contra los que hay que dar la “batalla central” (consideró “delincuentes” a los que manifiestan). Además, cuestionó los juicios a los represores y llamó “residuo de subversivos” a los ex detenidos desa-parecidos que recibieron una indemnización del Estado. En columnas anteriores, había defendido al vicario castrense Antonio Baseotto y se había pronunciado contra el reparto de preservativos entre adolescentes. Las declaraciones del ex cónsul sobre las dos últimas dictaduras argentinas fueron repudiadas por docentes, organismos de derechos humanos y por toda la oposición porteña. Hasta el ministro saliente, Mariano Narodowski, tomó distancia públicamente. Jaqueados ambos por las críticas, Posse fue presionado por Macri para renunciar a su cargo de Ministro, lo cual finalmente hizo.
En 2011 se publicó Noche de lobos, novela basada en el supuesto relato de Mercedes Inés Carazo de Cabelos, alias «Lucy». Según Posse ella le relató esos hechos en 1998, cuando él estaba de embajador en Lima. El libro, ficcionado, trata sobre una montonera que fue torturada en el centro clandestino de detención ubicado en la ESMA y que se enamoró de su torturador. Esta obra describe las torturas que sufre esta mujer en el centro clandestino tras ser detenida y cómo, presa del llamado «síndrome de Estocolmo», se enamora de su torturador, sentimiento compartido por el represor. Esta novela también evoca, en clave autobiográfica, la vida de Abel Posse en el París de principios de los años 1980 y las condiciones en las cuales esta montonera vino a hacerle este relato para que lo publicara. Mercedes Inés Carazo de Cabelos desmintió lo relatado por Posse en el libro y lo acusó de tergiversar lo que ella le había contado.
Desde su renuncia como ministro de educación de Buenos Aires, siguió viviendo en Buenos Aires, donde dictó conferencias sobre el proyecto educativo sarmientino y publicó frecuentes artículos en la Revista Noticias de Editorial Perfil o La Nación, siempre críticos con todas las facetas de la política kirchnerista y preocupados por el futuro de la nación.[cita requerida] Fue miembro de número de la Academia Nacional de Educación y desde noviembre de 2012, miembro de la Academia Argentina de Letras, en la que ocupa el sillón Rafael Obligado.

## Obra

### Novelas
- Los bogavantes (1970).
- La boca del tigre (1971).
- Daimón (1978).
- Momento de morir (1979).
- Los perros del paraíso (1983).
- Los demonios ocultos (1987).
- La reina del Plata (1988).
- El viajero de Agartha (1989).
- El largo atardecer del caminante (1992).
- La pasión según Eva (1994).
- Los cuadernos de Praga (1998).
- El inquietante día de la vida (2001).
- Cuando muere el hijo (2009).
- Noche de lobos (2011).
- Los heraldos negros (2025), obra póstuma

### Ensayos
- Biblioteca esencial (1991).
- Argentina, el gran viraje (2000).
- El eclipse argentino. De la enfermedad colectiva al renacimiento (2003).
- En letra grande (2005).
- La santa locura de los argentinos (2006).
- Vivir Venecia (2016) (página 27).
- Sobrevivir Argentina - Retrato de un país a la deriva (Edit.Emecé, 2014).
- Réquiem para la política ¿o Renacimiento? (Edit. Emecé, 2015).
- Nuevas lecturas críticas de la obra de Abel Posse (Ed. Biblos, 2023)

### Poesía
- «Invocación al fantasma de mi infancia muerta», El Mundo, Buenos Aires, 13 de marzo de 1959.
- «En la tumba de Georg Trakl», Eco, Revista de la cultura de Occidente, Bogotá, n.º 25, 05/1962, p.35-37.
- «Georg Trakl 1887-1914», La Gaceta, San Miguel de Tucumán, 1 de febrero de 1987.
- Celebración del desamparo, 1970 (inédito).
- Celebración de Machu Pichu (1977).

### Cuentos
- «Cuando el águila desaparece», La Nación, 17 de agosto de 1989.
- «Paz en guerra», en Relatos por la paz, Ámsterdam: Radio Nacional Holanda, 2000, p.67-75.

### Traducciones
- Martín Heidegger, El sendero del campo, traducción de Sabine Langenheim y Abel Posse, Rosario: Editorial La Ventana, 1979, 58 p.